# Rotor (elektrotechnika)

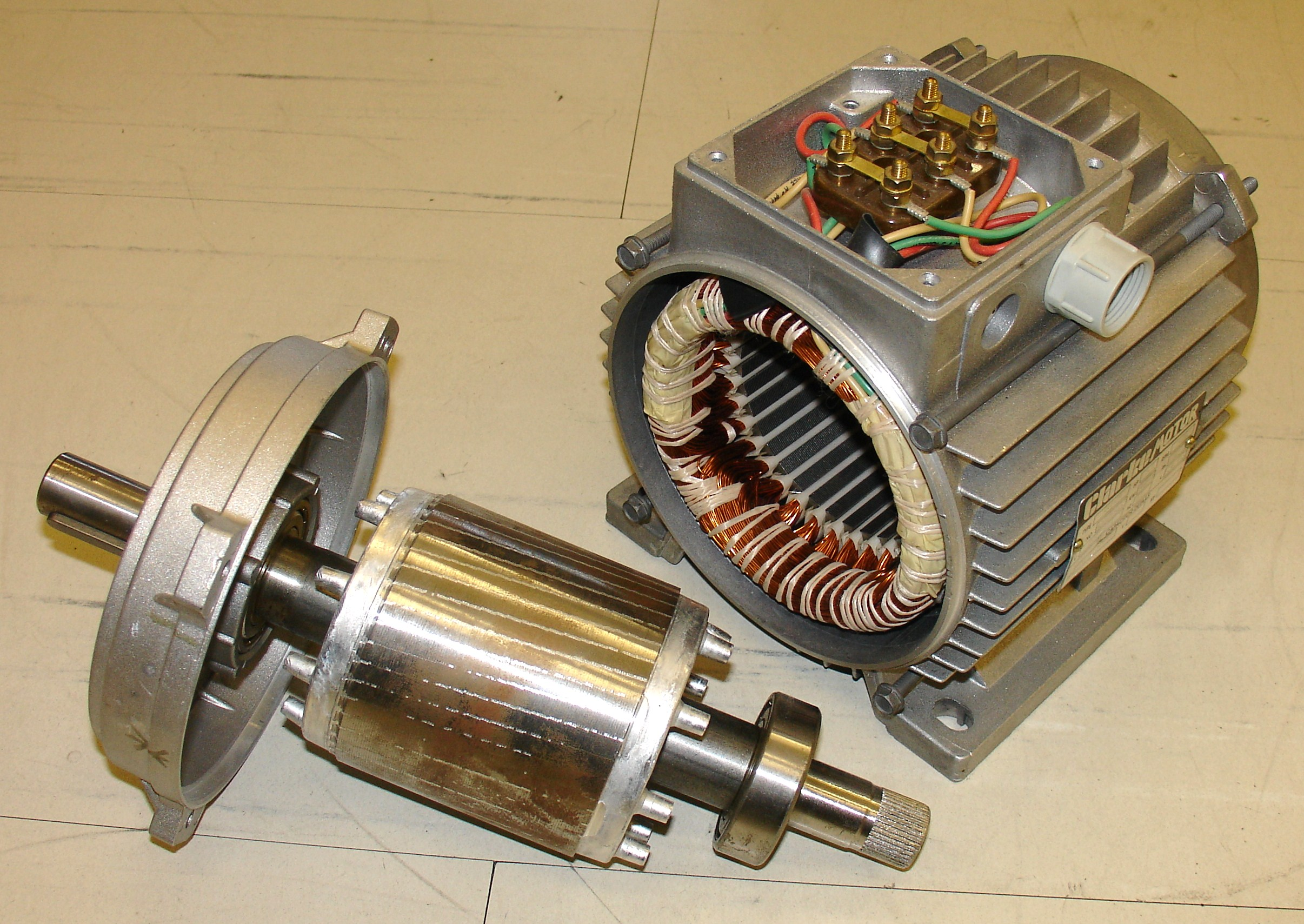
Rotor (vlevo) a stator (vpravo) elektrického motoru.

Rotor (z lat. rotare, otáčet se) je v elektrotechnice otáčivá část různých točivých strojů (elektromotor, dynamo, alternátor). Rotor, zejména při vysokých otáčkách, musí být dobře vyvážen. V ose rotoru obvykle prochází hřídel, která z daného stroje vyčnívá. Touto hřídelí se přenáší točivý moment elektromotoru k dalšímu využití, například je pomocí ní roztáčen rotor generátoru (dynama, alternátoru). Je-li ve vinutí rotoru indukováno napětí, nazývá se kotva.
Pevná část točivého stroje se nazývá stator.

## Mechanické namáhání
Obvykle se jedná o mechanicky velmi namáhanou část stroje, což klade zvýšené požadavky na jeho přesnou a pečlivou výrobu, montáž, provoz a údržbu. Toto mechanické namáhání vzrůstá úměrně s rostoucí hmotností rotoru, přenášeným výkonem či příkonem, jeho obvodovou rychlostí a teplotou uvnitř stroje (tepelné namáhání, provozní teploty).
Se vzrůstající hmotností a rychlostí otáčení (úhlovou rychlostí), se přirozeně zvyšuje i moment setrvačnosti a rotor stroje se pak chová jako velký setrvačník. Mechanická energie rotoru stroje se může měnit na jiné formy energie, například při mechanickém brzdění rotace se mechanická energie přeměňuje na teplo resp. tepelnou energii.